# Andrew Wheeler (Schauspieler)
Andrew „Andy“ Wheeler (* in Vancouver, British Columbia) ist ein kanadischer Schauspieler.

## Leben
Der in Vancouver geborene Wheeler debütierte 1989 in einer Episode der Fernsehserie MacGyver als Fernsehschauspieler. Seitdem übernimmt er jährlich Episodenrollen in verschiedenen kanadischen und US-amerikanischen Fernsehserien und verkörpert Charakterrollen in Spielfilmen, vor allem Fernsehfilmen. 1995 stellte er die Rolle des Hank im Film Gold Diggers – Das Geheimnis von Bear Mountain dar und war außerdem im Film Tatort Schlafzimmer als Mark Atkinson zu sehen. 2008 übernahm er eine Sprechrolle im Videospiel God of War: Chains of Olympus und war außerdem in Nebenrollen in den Filmen Passengers und Monster Village – Das Dorf der Verfluchten zu sehen. 2010 spielte er im Film Der Dämon – Im Bann des Goblin die Rolle des Sheriff Milgreen.

## Filmografie (Auswahl)
- 1989: MacGyver (Fernsehserie, Episode 4x11)
- 1990: Bordertown (Fernsehserie, Episode 3x05)
- 1991: Trevor und der Penner (Christmas on Division Street, Fernsehfilm)
- 1991: Neon Rider (Fernsehserie, Episode 2x04)
- 1991: Der Polizeichef – Eis im Blut (The Commish, Fernsehserie, Episode 1x07)
- 1992: Das Gesetz der Straße (Fernsehserie, Episode 1x20)
- 1992: Northwood (Fernsehserie, 2 Episoden)
- 1992: Kidnapping der Nervensägen (To Grandmother’s House We Go, Fernsehfilm)
- 1992: Der Schwarze Tod (Dead Ahead: The Exxon Valdez Disaster, Fernsehfilm)
- 1993: Herz in Fesseln (Without a Kiss Goodbye, Fernsehfilm)
- 1993: Die Wahrheit führt zum Tod (The Substitute, Fernsehfilm)
- 1993: Schicksal einer Leihmutter (Moment of Truth: A Child Too Many, Fernsehfilm)
- 1993: Cobra (Fernsehserie, Episode 1x06)
- 1994: Defenceless – Ausgeliefert (Sin & Redemption, Fernsehfilm)
- 1994: Ein Herz für mein Baby (Heart of a Child, Fernsehfilm)
- 1994: Robins Club (Fernsehserie, Episode 1x03)
- 1994: Highlander (Fernsehserie, Episode 3x02)
- 1994: Der Polizeichef – Eis im Blut (The Commish, Fernsehserie, Episode 4x03)
- 1994: Tod im Zwielicht (Voices from Within, Fernsehfilm)
- 1994: M.A.N.T.I.S. (Fernsehserie, Episode 1x08)
- 1994: Das Kind einer anderen (Someone Else's Child, Fernsehfilm)
- 1994: Madison (Fernsehserie, Episode 2x13)
- 1994: Die Bestie im weißen Kittel (Exquisite Tenderness)
- 1995: Tatort Schlafzimmer (Dangerous Intentions)
- 1995: Verkauft und gedemütigt (Fighting for My Daughter, Fernsehfilm)
- 1995: Lederstrumpf (Hawkeye, Fernsehserie, Episode 1x19)
- 1995: The Other Mother: A Moment of Truth Movie (Fernsehfilm)
- 1995: Sliders – Das Tor in eine fremde Dimension (Sliders, Fernsehserie, Episode 1x07)
- 1995: Recht und Gerechtigkeit (When the Vows Break, Fernsehfilm)
- 1995: Gold Diggers – Das Geheimnis von Bear Mountain (Gold Diggers: The Secret of Bear Mountain)
- 1996: Eiskalte Umarmung (Midnight Heat)
- 1995: Nur der Hauch eines Zweifels (Shadow of a Doubt, Fernsehfilm)
- 1995: Bye Bye Birdie (Fernsehfilm)
- 1996: Mein liebster Feind (Big Bully)
- 1996: Todesdiät – Der Preis der Schönheit (When Friendship Kills)
- 1996: Poltergeist – Die unheimliche Macht (Poltergeist: The Legacy, Fernsehserie, Episode 1x06)
- 1996: Jagdgründe des Verbrechens (The Limbic Region, Fernsehfilm)
- 1996: Gejagt – Das zweite Gesicht (Two, Fernsehserie, 2 Episoden)
- 1996: Entführung nach Schulschluß (Abduction of Innocence, Fernsehfilm)
- 1996: Der Sentinel – Im Auge des Jägers (The Sentinel, Fernsehserie, Episode 2x06)
- 1996: Outer Limits – Die unbekannte Dimension (The Outer Limits, Fernsehserie, Episode 2x03)
- 1997: Alarm für Security 13 (Hostile Force, Fernsehfilm)
- 1997: Masterminds – Das Duell (Masterminds)
- 1997: Ich bin schuld an deinem Tod (The Accident: A Moment of Truth Movie, Fernsehfilm)
- 1998: Outer Limits – Die unbekannte Dimension (The Outer Limits, Fernsehserie, Episode 4x04)
- 1998: Stargate – Kommando SG-1 (Stargate SG-1, Fernsehserie, Episode 2x03)
- 1998: Sucht nach Liebe (Someone to Love Me, Fernsehfilm)
- 1998–1999: Dead Man’s Gun (Fernsehserie, 2 Episoden, verschiedene Rollen)
- 1998–2000: Da Vinci’s Inquest (Fernsehserie, 3 Episoden, verschiedene Rollen)
- 1999: Millennium – Fürchte deinen Nächsten wie Dich selbst (Millennium, Fernsehserie, 2 Episoden, verschiedene Rollen)
- 1999: Fionas Website (So Weird, Fernsehserie, Episode 2x01)
- 2000: Camera Obscura
- 2000: Die Linda McCartney Story (The Linda McCartney Story, Fernsehfilm)
- 2000: They Nest – Tödliche Brut (They Nest, Fernsehfilm)
- 2000: Best in Show
- 2000: Auf kalter Spur (Cold Squad, Fernsehserie, Episode 4x08)
- 2002: Odyssey 5 (Fernsehserie, Episode 1x08)
- 2004: Dead Zone (Fernsehserie, Episode 3x02)
- 2005: Der Exorzismus von Emily Rose (The Exorcism of Emily Rose)
- 2006: Dead Zone (Fernsehserie, Episode 5x04)
- 2006: Saved (Fernsehserie, Episode 1x12)
- 2007: Tin Man (Mini-Serie, 3 Episoden)
- 2008: The L Word – Wenn Frauen Frauen lieben (The L Word, Fernsehserie, Episode 5x04)
- 2008: Monster Village – Das Dorf der Verfluchten (Ogre, Fernsehfilm)
- 2008: Gym Teacher: The Movie (Fernsehfilm)
- 2008: Passengers
- 2008: The Betrayed
- 2008: Der Tag, an dem die Erde stillstand (The Day the Earth Stood Still)
- 2009: What Goes Up
- 2009: Psych (Fernsehserie, Episode 4x07)
- 2009: Supernatural (Fernsehserie, Episode 4x15)
- 2010: The Stranger
- 2010: Der Dämon – Im Bann des Goblin (Goblin) (Fernsehfilm)
- 2011: A Mile in His Shoes (Fernsehfilm)
- 2011: Hunt for the I-5 Killer (Fernsehfilm)
- 2012: The Eleventh Victim (Fernsehfilm)
- 2012: Ring of Fire (Fernsehserie, Episode 1x02)
- 2013: Embrace of the Vampire
- 2014: The Tomorrow People (Fernsehserie, Episode 1x16)
- 2014: Skye & Chang (Fernsehfilm)
- 2014: The Killing (Fernsehserie, Episode 4x01)
- 2014: Gracepoint (Mini-Serie, Episode 1x03)
- 2015: Eadweard
- 2016: Supernatural (Fernsehserie, Episode 11x18)
- 2016: Lucifer (Fernsehserie, Episode 1x12)
- 2017: iZombie (Fernsehserie, Episode 3x13)
- 2017: Prodigals
- 2019: Riverdale (Fernsehserie, Episode 3x20)
- 2020: Supergirl (Fernsehserie, Episode 5x14)
- 2020: Helstrom (Fernsehserie, Episode 1x06)
- 2021: Legends of Tomorrow (DC’s Legends of Tomorrow, Fernsehserie, Episode 7x01)
- 2022: Pillow Talk (Fernsehserie, 10 Episoden)

## Synchronisation
- 2008: God of War: Chains of Olympus (Videospiel)